# Salmaan Taseer
Salmaan Taseer (Shimla, 31 maggio 1944 – Islamabad, 4 gennaio 2011) è stato un politico e imprenditore pakistano.

## Biografia
Legato al Partito Popolare Pakistano (PPP) e di orientamento  socialdemocratico-liberale, è stato governatore del Punjab dal 2008 fino al suo assassinio per mano di un fondamentalista islamico nel 2011, quando aveva 66 anni. Taseer si era precedentemente recato a visitare in carcere Asia Bibi, una donna cristiana condannata a morte perché accusata di avere offeso Maometto, ed una delle 62 donne condannate a morte in Pakistan per tale reato dal 1990.
L'assassino, Mumtaz Qadri, uno degli uomini scelti delle forze speciali e guardia del corpo del governatore, ha spiegato il suo gesto alla luce dell'opposizione di Salmaan Taseer alla legge sulla blasfemia.
Condannato a morte il 1º ottobre dello stesso anno, il Presidente pakistano Mamnoon Hussain negò la grazia e una guardia penitenziaria confermò la sua esecuzione.